# Папский совет по делам мирян
Папский совет по делам мирян (лат. Pontificium Consilium pro Laicis) — бывшая дикастерия Римской курии, существовавшая с 1967 года по 2016 год.

## Функции
В основе деятельности Папского совета по делам мирян лежали положения декрета Второго Ватиканского Собора Apostolicam Actuositatem, посвященного понятию «апостольства мирян». Цель деятельности совета — развитие и координация апостольства мирян на всех уровнях, взаимодействие с объединениями мирян-католиков, в частности с разнообразными католическими движениями, такими как Католическое действие, Comunione e Liberazione и др.
Период перед Вторым Ватиканским собором ознаменовался постоянно возрастающим значением деятельности мирян и ростом авторитета Католического действия. Эти процессы привели к появлению на соборе отдельного документа Apostolicam Actuositatem, касающегося церковной деятельности мирян. В 26-м пункте декрета Собор постановил:
Кроме того, при Святом Престоле нужно учредить особый секретариат по поддержке и поощрению апостольства мирян, как центр, который сможет, прибегая к соответствующим средствам, предоставлять информацию о различных апостольских начинаниях мирян, а также изучать проблемы, возникающие сегодня в этой области, и помогать своими советами Иерархии и мирянам в их апостольских трудах. В этом секретариате должны участвовать различные движения и начинания апостольства мирян, существующие во всём мире, причём с мирянами нужно сотрудничать клирикам и монашествующим.
Во исполнение постановлений собора 6 января 1967 года папа римский Павел VI в motu proprio Catholicam Christi Ecclesiam учредил Совет по делам мирян. 15 августа того же года Совет был включён в постоянную структуру Римской курии. В 1976 году орган был реформирован с приведением его структуры к классической структуре конгрегации. Совет издаёт ряд периодических изданий.
Последний председатель Совета — кардинал Станислав Рылко. Последний секретарь Совета — Йозеф Клеменс.
Упразднён согласно motu proprio Sedula Mater c 1 сентября 2016 года, путём слияния Папских Советов по делам семьи и по делам мирян в одно ведомство — Дикастерию по делам мирян, семьи и жизни.

## Председатели Папского Совета по делам мирян
- кардинал Морис Руа (6 января 1967 — 16 декабря 1976);
- кардинал Опилио Росси (10 декабря 1976 — 8 апреля 1984);
- кардинал Эдуардо Пиронио (8 апреля 1984 — 20 августа 1996);
- кардинал Джеймс Стэффорд (20 августа 1996 — 4 октября 2003);
- кардинал Станислав Рылко (4 октября 2003 — 31 августа 2016).